# الانتخابات الرئاسية الجزائرية 2019
الانتخابات الرئاسية الجزائرية لعام 2019 هي انتخابات جرت في 12 ديسمبر 2019 لاختيار رئيس جديد للجمهورية الجزائرية. أعرب أزيد من مئة جزائري عن نيته للترشح ولكنه في الأخير قبل خمس مرشحين فقط للتنافس على نيل كرسي قصر المرادية، وأسفرت عن فوز عبد المجيد تبون بعد حصوله على 58.15% من الأصوات.
كان من المفترض أن تتم في 18 أبريل 2019 لاختيار رئيس الجمهورية الجزائرية بعد توقيع المرسوم الرئاسي المتضمن استدعاء الهيئة الناخبة للانتخابات الرئاسية يوم الجمعة 18 يناير 2019 .
أعلن رئيس الجزائر وقتها عبد العزيز بوتفليقة لاحقاً تأجيل الانتخابات بعد اندلاع احتجاجات شعبية مناهضة لترشحه لفترة رئاسية خامسة. تقدم بوتفليقة بعدها باستقالته في 2 أبريل 2019 قبل انتهاء فترة مهامه الدستورية في 28 أبريل إثر هذه الاحتجاجات. طرحت عدة سيناريوهات مختلفة لموعد الانتخابات القادمة ولكن لم يتم تحديد تاريخ محدد للانتخابات أنذاك.
وبعد تولي عبد القادر بن صالح رئيس مجلس الأمة قيادة الدولة بصفة مؤقتة (وفقا للمادة 112 من الدستور الجزائري)، أعلن في 9 أبريل إجراء الانتخابات الرئاسية في 4 يوليو من السنة نفسها. رفض المجلس الدستوري الجزائري الملفين الوحيدين للترشح المودعين لديه وأعلن استحالة إجراء الانتخابات الرئاسية المقررة في 4 يوليو/ تموز 2019.
تم استدعاء الهيئة الناخبة للرئاسيات للمرة الثالثة في 12 ديسمبر 2019 لاختيار رئيس الجمهورية الجزائرية.
ولقد تم في عام 2018 تحيين المواطنين المسجلين بالقوائم الانتخابية لأكثر من 23 مليون جزائري، حسب القائمة التي توقفت في 31 ديسمبر 2018.

## قائمة المترشحين المحتملين للانتخابات أبريل الملغاة
- علي غديري حسب ما جاء في الصحف الجزائرية فإن أول من تقدم للترشح هو الجنرال المتقاعد علي غديري.
- رشيد نكاز أعلن استعداده للترشح لانتخابات الجزائر وذلك عبر حملة يقودها بنفسه وأعلن ذلك مرارًا عبر صفحته في الفيس بوك.[20]
- علي بن فليس أعلن علي بن فليس استعداده للترشح، ذكرت ذلك جريدة الخبر في صفحة أخبار الوطن ليوم 20 يناير 2019.
- عبد الغني مهدي أعلن في نوفمبر 2018 عن ترشحه في انتخابات الرئاسية 2019.
- في 10 فبراير 2019 أعلن الرئيس الحالي عبد العزيز بوتفليقة، عن الترشح للانتخابات الرئاسية لولاية خامسة في 18 أبريل 2019،[21] قبل أن يعلن بعدها تراجعه عن هذا القرار ثم إعلان استقالته.[6]

| المرشح              | المهنة          | ترشح عن                         | الشعار                             |
| عبد العزيز بوتفليقة |                 |                                 |                                    |
| عبد العزيز بلعيد    | رئيس حزب        | جبهة المستقبل                   |                                    |
| عبد القادر بن قرينة | رئيس حزب        | حركة البناء الوطني              |                                    |
| عمر بوعشة           | رئيس حزب        | حركة الانفتاح                   |                                    |
| عدول محفوظ          | رئيس حزب        | حزب النصر الوطني                |                                    |
| علي زغدود           | رئيس حزب        | التجمع الجزائري                 |                                    |
| أحمد قوراية         | رئيس حزب        | جبهة الشباب الديمقراطي للمواطنة |                                    |
| عبد الحكيم حمادي    |                 |                                 |                                    |
| غاني مهدي           | صحفي            | مترشح حر                        |                                    |
| علي غديري           | اللواء المتقاعد |                                 |                                    |
| عبد الرحمن هنانو    | إعلامي          | مترشح حر                        |                                    |
| عبد الرزاق مقري     | رئيس حزب        | حركة مجتمع السلم                |                                    |
| رشيد نكاز           | رجل اعمال       | حر                              |                                    |
| علي سكوري           |                 | مترشح حر                        | خدمة الوطن وتحسين أوضاع الجزائريين |
| عبد الشفيق صنهاجي   |                 | مترشح حر                        |                                    |

## انتخابات جويلية
انتخابات جويلية ألغيت بسبب عدم استيفاء الشروط.

## النظام الانتخابي
يُنتخب رئيس الجزائر باستخدام نظام الجولتين؛ إذا لم يحصل أي مرشح على غالبية الأصوات في الجولة الأولى، تعقد جولة ثانية.

## تنظيم الانتخابات
اسندت مهام تنظيم الانتخابات الانتخابات الرئاسية في 12 ديسمبر 2019 إلى السلطة الوطنية المستقلة للانتخابات بموجب قانون العضوية الذي وقعه رئيس الدولة عبد القادر بن صالح بناءا على رأي مجلس الدولة، ومصادقة البرلمان، وبعد الأخذ برأي المجلس الدستوري، إضافة إلى التقرير المنجز من قبل الهيئة الوطنية للحوار والوساطة.
تحل الهيئة محل وزارة الداخلية التي أشرفت على الانتخابات منذ الاستقلال وحتى تأسيس هذه الهيئة.

## قائمة المترشحين المحتملين للانتخابات ديسمبر
تضم هذه القائمة كل المترشحين الذين أودعوا ملف ترشحهم لدي السلطة الوطنية المستقلة للانتخابات.
| الرقم | المرشح              | المهنة               | ترشح عن                  | عدد التوقيعات المصرح بها |
| ----- | ------------------- | -------------------- | ------------------------ | ------------------------ |
| 01    | النوي خرشي          | أستاذ جامعي          | مترشح حر                 | 55668                    |
| 02    | بلقاسم ساحلي        | رئيس حزب             | التحالف الوطني الجمهوري  | 66757                    |
| 03    | رؤوف العايب         | صيدلي،               | مترشح حر                 |                          |
| 04    | سليمان بخليلي       | صحفي، إعلامي         | مترشح حر                 | 30143                    |
| 05    | عباس جمال           | أستاذ جامعي          | مترشح حر                 |                          |
| 06    | عبد الحكيم حمادي    |                      | مترشح حر                 |                          |
| 07    | عبد الرحمان عرعار   | رئيس جمعية           | مترشح حر                 | 31368                    |
| 08    | عبد الرزاق هبيرات   |                      | مترشح حر                 |                          |
| 09    | عبد العزيز بلعيد    | رئيس حزب             |                          |                          |
| 10    | عبد القادر بن قرينة | رئيس حزب             | حركة البناء الوطني       | 93,151                   |
| 11    | عبد المجيد تبون     | رئيس حكومة سابق      | مترشح حر                 |                          |
| 12    | عبد المنعم ناجية    | محامي                | مترشح حر                 |                          |
| 13    | عز الدين ميهوبي     | رئيس حزب             | التجمع الوطني الديمقراطي | 000 120                  |
| 14    | علي بن فليس         | رئيس حزب             | طلائع الحريات            | 000 105                  |
| 15    | علي زغدود           | رئيس حزب             | التجمع الجزائري          |                          |
| 16    | علي سكوري           |                      | مترشح حر                 |                          |
| 17    | عيسى بلهادي         | رئيس حزب             | الحكم الراشد             |                          |
| 18    | فارس مسدور          | أستاذ جامعي          | مترشح حر                 | 180 51                   |
| 19    | لعباس عيادي         |                      |                          |                          |
| 20    | محمد بوعوينة        |                      |                          |                          |
| 21    | محمد ضيف            |                      |                          |                          |
| 22    | مراد عروج           | رئيس حزب قيد التأسيس | الجزائر للرفاه           |                          |

## الجدول الزمني للانتخابات ديسمبر
الجدول الزمني للانتخابات الرئاسية، وفيما يلي جدول توضيحي لمواعيد وإجراءات الانتخابات الرئاسية 12 ديسمبر 2019:
| م                 | الإجراء القانوني                                                                                                  | اليوم والتاريخ                                                                        |
| ----------------- | --- | ------------------------------------------------------------------------------------- |
| 1                 | تاريخ استدعاء الهيئة الناخبة لانتخاب رئيس الجمهورية                                                               | الأحد 15 سبتمبر 2019                                                                  |
| 2                 | المراجعة الإستثنائية للقوائم الانتخابية                                                                           | من الأحد 15 سبتمبر 2019 إلى الأحد 6 أكتوبر 2019                                       |
| 3                 | تقديم الاعتراضات على التسجيل أو الشطب                                                                             | من الاثنين 7 أكتوبر 2019 إلى السبت 12 أكتوبر 2019                                     |
| 4                 | المراجعة الدورية للقوائم الانتخابية                                                                               | من السبت 12 أكتوبر 2019 إلى الخميس 12 أكتوبر 2019                                     |
| 5                 | إيداع التصريح بالترشح                                                                                             | من الثلاثاء 17 سبتمبر 2019 إلى السبت 26 أكتوبر 2019                                   |
| 6                 | إعداد وكالات التصويت                                                                                              | من الثلاثاء 1 أكتوبر 2019 إلى الأحد 8 ديسمبر 2019                                     |
| 7                 | نشر قائمة أعضاء مكتب التصويت والأعضاء الإضافيين                                                                   | من الأحد 27 أكتوبر 2019 إلى الأحد 10 نوفمبر 2019                                      |
| 8                 | تسليم قائمة أعضاء مكتب التصويت والأعضاء الإضافيين إلى الممثليين المؤهليين قانونا للمترشحين بطلب منهم              | من الأحد 27 أكتوبر 2019 إلى الأحد 10 نوفمبر 2019                                      |
| 9                 | تاريخ بداية ونهاية الحملة الانتخابية                                                                              | من الأحد 17 نوفمبر 2019 إلى الأحد 8 ديسمبر 2019                                       |
| 10                | منع نشر وبث وسبر الأراء واستطلاع نوايا الناخبيين في التصويت وقياس شعبية المترشحين على المستوى الوطني              | من الاثنين 9 ديسمبر 2019 إلى الخميس 12 ديسمبر 2019                                    |
| 11                | منع نشر وبث وسبر الأراء واستطلاع نوايا الناخبيين في التصويت وقياس شعبية المترشحين بالنسبة للجالية المقيمة بالخارج | من السبت 7 ديسمبر 2019 إلى الخميس 12 ديسمبر 2019                                      |
| 12                | 'تاريخ ووقت الاقتراع'                                                                                             | الخميس 12 ديسمبر 2019 من الساعة الثامنة (8:00) صباحا إلى الساعة السابعة (19:00) مساءا |
| 13                | الاعتراض على صحة عمليات التصويت                                                                                   | الخميس 12 ديسمبر 2019                                                                 |
| 14                | إعلان النتائج النهائية للانتخابات الرئاسية من طرف المجلس الدستوري                                                 | من الاثنين 16 ديسمبر 2019 إلى الأربعاء 25 ديسمبر 2019                                 |
| حالة الدور الثاني | |                                                                                       |
| 15                | تاريخ بداية ونهاية الحملة الانتخابية للدور الثاني                                                                 | تفتح قبل اثنى عشر (12) يوما تنتهي قبل يومين (2) من تاريخ الاقتراع                     |
| 16                | تاريخ الدور الثاني للاقتراع                                                                                       | ما بين الثلاثاء 31 ديسمبر 2019 و الخميس 9 جانفي 2020                                  |

## قائمة المترشحين للانتخابات ديسمبر
تضم هذه القائمة قائمة المترشحين الأولية المقبولين من قبل السلطة الوطنية المستقلة للانتخابات وكذلك المترشحين الذين يتم قبولهم بعد إعادة دراسة الملفات من قبل المجلس الدستوري بعد تقديم الطعون.
وتعد القائمة المدونة أدناه هي القائمة النهائية للمترشحين للرئسيات 12 ديسمبر 2019 وذلك بعدما رفض المجلس الدستوري جميع الطعون المقدمة وذلك لعدم التأسيس وعدم استفائها الشروط الجوهرية المتضمنة في المادتين 139 و 142 من القانون العضوي المتعلق بنظام الانتخابات، المعدل والمتمم. والمترشحين الذين تم رفض طعونهم (09) وهم: بلقاسم ساحلي، علي سكوري، عبد الحكيم حمادي، النوي خرشي، محمد ضيف، العبادي بلعباس، محمد بوعوينة، فارس مسدور، رؤوف العايب.
| صورة | المرشح              | المهنة   | ترشح عن                  | الاستمارات المقدمة | الاستمارات المقبولة |
| ---- | ------------------- | -------- | ------------------------ | ------------------ | ------------------- |
|      | عبد القادر بن قرينة | رئيس حزب | حركة البناء الوطني       | 93,151             | 83,342              |
|      | عبد العزيز بلعيد    | رئيس حزب | جبهة المستقبل            | 85,166             | 77,239              |
|      | عزالدين ميهوبي      | رئيس حزب | التجمع الوطني الديمقراطي | 70,599             | 65,743              |
|      | علي بن فليس         | رئيس حزب | طلائع الحريات            | 89,472             | 81,295              |
|      | عبد المجيد تبون     | رئيس حزب | مترشح حر                 | 124,125            | 104,826             |
|      | المجموع             | /        | /                        | 462,513            | 412,445             |

## التوقيع على ميثاق أخلاقيات الممارسات الانتخابية
حيث وقع على ميثاق أخلاقيات الممارسات الانتخابية كل من رئيس السلطة الوطنية المستقلة للانتخابات، محمد شرفي، والمترشحين الخمس لمنصب رئيس الجمهورية وهم على التوالي عبد العزيز بلعيد وعلي بن فليس وعبد القادر بن قرينة وعبد المجيد تبون وعز الدين ميهوبي إلى جانب مسؤولي القنوات التلفزيونية العامة والخاصة والإذاعة (1 و2 و3) وكذلك عدة مواقع إلكترونية.
هذه أبرز تصريحات الموقعون خلال التوقيع على الميثاق:
1. محمد شرفي (رئيس السلطة الوطنية المستقلة للانتخابات): «...ان هذا الميثاق الذي بادرت به هيئته طبقا لأحكام القانون العضوي المؤسس لها قد تم إعداده بعد مشاورات بيننا حول المبدأ و المضمون ، مضيفا ان توقيعه من قبل السلطة الوطنية المستقلة للانتخابات و كذا المترشحون الخمس يعتبر شهادة على التزامنا جميعا في مسعى المساهمة لبروز الدولة التوافقية، المبنية على حرية الاختيار لكل شخص في جميع المناسبات و كلما اقتضى الامر...»[63][63]
2. عبد العزيز بلعيد «... إن جبهة المستقبل نادت منذ تأسيسها سنة 2012 بأخلقة العمل السياسي و أن ميثاق أخلاقيات الممارسات الانتخابية ، سيكون القاسم المشترك بين كل المترشحين وأننا سوف نعمل من أجل الإرتقاء بالانتخابات ، والأخذ بالجزائر إلى بر الأمان...»[63][64]
3. علي بن فليس «...ان ميثاق أخلاقيات الممارسات الانتخابية شأن جديد وعظيم ، سيساهم في نزاهة الرئاسيات ، يشهد هذا اليوم على أن عمل السلطة المستقلة للانتخابات ، تاريخي بالنسبة للدولة والأمة ، هنيئا لنا بهذا المولود الجديد، أمنيتي وسعيي سيبقى دائما في خدمة هذا الوطن الغالي...»[63][64]
4. عبد القادر بن قرينة «... إن الجزائر تبني ديمقراطيتها ، عبر ميثاق أخلاقيات الممارسات الانتخابية ، أنا راض لحد الآن على اداء السلطة المستقلة للانتخابات على المستوى المركزي ... نحن شركاء وطن متنافسين على منصب رئيس الجمهورية ولسنا أعداء...»[63][64]
5. عبد المجيد تبون «...ان ميثاق أخلاقيات الممارسات الانتخابية ، سيساهم في بناء جزائر ديمقراطية نزيهة ونظيفة ... أنا شاكر كل الشكر رئيس السلطة المستقلة للانتخابات على وضع هذه اللبنة الاولى لجزائر الغد كما نتمناه...»[63][64]
6. عز الدين ميهوبي «... إن ميثاق أخلاقيات الممارسات الانتخابية ، عقد معنوي حقيقي بين المترشحين لرئاسة الجمهورية والشعب التواق للحفاظ على شرعيته ومنحها لمن يراها أهل لذلك ... أن الجزائر شهدت اليوم ميلاد ثقافة النزاهة والتنافس الشريف ، لتمكين الديمقراطية من أن تعمر طويلا...»[63][64]

## احصائيات عن الهيئة الناخبة وتأطير الانتخابات
هذه احصائيات عامة حول عدد الهيئة الناخبة وتوزعها بين الجنسين والموارد البشرية المنظمة للعملية الانتخابية 12 ديسمبر 2019

### احصائيات عن الهيئة الناخبة
| البيان                                                       | العدد      | النسبة % |
| ------------------------------------------------------------ | ---------- | -------- |
| الهيئة الناخبة شهر أفريل 2019                                | 24,111,081 | 100 %    |
| المسجلون الجدد خلال المراجعة الاستثنائية                     | 237,355    | 0.98 %   |
| المشطوبون خلال المراجعة الاستثنائية                          | 40,079     | 0.17 %   |
| الزيادة الحقيقية ⏫                                          | 197,276    | 0.818 %  |
| الهيئة الناخبة بعد اختتام المراجعة الاستثنائية               | 24,308,357 | /        |
| توزيع الهيئة الناخبة بين الجنسين                             |            |          |
| رجال                                                         | 13,306,075 | 54.36 %  |
| نساء                                                         | 11,168,086 | 45.63 %  |
| المجموع                                                      | 24,308,357 | 100 %    |
| المصدر: الموقع الإلكتروني للسلطة الوطنية المستقلة للانتخابات |            |          |

### احصائيات عن عملية تأطير الانتخابات
| البيان                                                       | البيان                                          | العدد   | النسبة % |
| ------------------------------------------------------------ | ----------------------------------------------- | ------- | -------- |
| مراكز التصويت                                                | مراكز التصويت                                   | 13,181  | 100 %    |
| مكاتب التصويت                                                | خاصة بالرجال                                    | 30,301  | 49.66 %  |
| مكاتب التصويت                                                | خاصة بالنساء                                    | 26,569  | 43.55 %  |
| مكاتب التصويت                                                | مختلطة                                          | 4,009   | 6.57 %   |
| مكاتب التصويت                                                | المجموع                                         | 61,014  | 100 %    |
| الموارد البشرية المستعملة لتأطير الانتخابات                  |                                                 |         |          |
| مؤطري مراكز التصويت                                          | مؤطري مراكز التصويت                             | 66,410  | 13.25 %  |
| مؤطري مكاتب التصويت                                          | مؤطري مكاتب التصويت                             | 427,854 | 85.39 %  |
| مؤطري اللجان الانتخابية الولائية                             | مؤطري اللجان الانتخابية الولائية                | 147     | 0.03 %   |
| مؤطري اللجان الانتخابية البلدية                              | مؤطري اللجان الانتخابية البلدية                 | 6,164   | 1.23 %   |
| مؤطري اللجان الانتخابية الدبلوماسية أو القنصلية              | مؤطري اللجان الانتخابية الدبلوماسية أو القنصلية | 456     | 0.09 %   |
| المجموع الكلي                                                | المجموع الكلي                                   | 501,031 | 100 %    |
| المصدر: الموقع الإلكتروني للسلطة الوطنية المستقلة للانتخابات |                                                 |         |          |

## نتائج الانتخابات

### انتخابات 18 أبريل 2019
- الغيت الانتخابات الرئاسية قبل بدء العملية الانتخابية بأيام بسبب الإحتجاجات برفض الترشح للعهدة الخامسة للرئيس عبد العزيز بوتفليقة الذي قدم استقالته يوم الثلاثاء 2 إبريل 2019.[66][67][68]
- الرئيس المؤقت عبد القادر بن صالح يعلن أن تاريخ 4 يوليو/تموز المقبل سيكون موعد الانتخابات الرئاسية.[69][70]

### انتخابات 4 يوليو 2019
الغيت الانتخابات الرئاسية قبل بدء العملية الانتخابية بأيام بسبب الاحتجاجات. حيث أعلن المجلس الدستوري بتاريخ 2 جوان 2019، استحالة إجراء انتخابات 4 جويلية 2019، ويعلن إعادة تنظيمه في وقت لاحق حيث جاء في البيان «...الدستور أقر أن المهمة الأساسية لمن يتولى وظيفة رئيس الدولة هي تنظيم انتخاب رئيس الجمهورية، فإنه يتعين تهيئة الظروف الملائمة لتنظيمها وإحاطتها بالشفافية والحياد، لأجل الحفاظ على المؤسسات الدستورية التي تُمكن من تحقيق تطلعات الشعب السيد...»

### انتخابات 12 ديسمبر 2019
| #                             | اسم المرشح                    | الحزب                         | المعلنة من قبل السلطة الوطنية المستقلة للانتخابات | المعلنة من قبل السلطة الوطنية المستقلة للانتخابات | المعلنة من قبل المجلس الدستوري (نتائج نهائية) | المعلنة من قبل المجلس الدستوري (نتائج نهائية) |
| #                             | اسم المرشح                    | الحزب                         | نسبة أصوات الناخبين                               | عدد الأصوات                                       | نسبة أصوات الناخبين                           | عدد الأصوات                                   |
| ----------------------------- | ----------------------------- | ----------------------------- | ------------------------------------------------- | ------------------------------------------------- | --------------------------------------------- | --------------------------------------------- |
| 1                             | عبد المجيد تبون               | مرشح حر                       | 58.15 %                                           | 4,945,116                                         | 58.13 %                                       | 4,947,523                                     |
| 2                             | عبد القادر بن قرينة           | حركة البناء الوطني            | 17.38 %                                           | 1,477,735                                         | 17.37 %                                       | 1,477,836                                     |
| 3                             | علي بن فليس                   | طلائع الحريات                 | 10.55 %                                           | 896,934                                           | 10.55 %                                       | 897,831                                       |
| 4                             | عز الدين ميهوبي               | التجمع الوطني الديمقراطي      | 7.26 %                                            | 617,753                                           | 7.28 %                                        | 619,225                                       |
| 5                             | عبد العزيز بلعيد              | جبهة المستقبل                 | 6.66 %                                            | 566,808                                           | 6.67 %                                        | 568,000                                       |
| المجموع (الأصوات المعبر عنها) | المجموع (الأصوات المعبر عنها) | المجموع (الأصوات المعبر عنها) | 100 %                                             | 8,504,346                                         | 100 %                                         | 8,510,415                                     |

#### نتائج الانتخابات النهائية موزعة حسب المترشحين والولايات
| الرمز                                                            | الولاية      | عدد الناخبين المسجلين | نسبة المشاركة | عدد الأصوات المعبر عنها | تبون عبد المجيد | بن قرينة عبد القادر | بن فليس علي | ميهوبي عز الدين | بلعيد عبد العزيز |
| الرمز                                                            | الولاية      | عدد الناخبين المسجلين | نسبة المشاركة | عدد الأصوات المعبر عنها | النسبة %        | النسبة %            | النسبة %    | النسبة %        | النسبة %         |
| ---------------------------------------------------------------- | ------------ | --------------------- | ------------- | ----------------------- | --------------- | ------------------- | ----------- | --------------- | ---------------- |
| 1                                                                | أدرار        | 271,928               | 61,26         | 149,015                 | 55,62           | 26,52               | 2,84        | 10,93           | 4,09             |
| 2                                                                | الشلف        | 724,794               | 40,84         | 264,545                 | 70,05           | 10,84               | 4,15        | 8,01            | 6,95             |
| 3                                                                | الأغواط      | 297,028               | 56,34         | 150,746                 | 66,49           | 22,69               | 2,39        | 4,27            | 4,16             |
| 4                                                                | أم البواقي   | 433,131               | 38,43         | 147,483                 | 24,39           | 12,15               | 44,66       | 8,05            | 10,75            |
| 5                                                                | باتنة        | 680,990               | 43,61         | 272,098                 | 21,14           | 11,12               | 51,4        | 5,71            | 10,63            |
| 6                                                                | بجاية        | 569,710               | 0,29          | 1,181                   | 52,50           | 3,39                | 6,09        | 36,07           | 1,95             |
| 7                                                                | بسكرة        | 510,664               | 43,21         | 193,112                 | 36,36           | 40,49               | 7,90        | 9,14            | 6,11             |
| 8                                                                | بشار         | 208,104               | 56,39         | 98,920                  | 71,53           | 16,34               | 2,95        | 4,93            | 4,25             |
| 9                                                                | البليدة      | 705,303               | 42,08         | 248,082                 | 57,96           | 20,83               | 6,73        | 7,43            | 7,05             |
| 10                                                               | البويرة      | 532,723               | 20,61         | 96,497                  | 63,68           | 19,03               | 6,44        | 5,74            | 5,11             |
| 11                                                               | تمنراست      | 175,421               | 55,09         | 84,046                  | 58,02           | 18,86               | 3,48        | 13,06           | 6,58             |
| 12                                                               | تبسة         | 467,761               | 38,33         | 157,105                 | 43,07           | 19,15               | 14,52       | 12,21           | 11,05            |
| 13                                                               | تلمسان       | 719,213               | 47,63         | 297,219                 | 64,69           | 13,91               | 3,97        | 9,11            | 8,32             |
| 14                                                               | تيارت        | 562,766               | 53,25         | 268,500                 | 72,82           | 13,34               | 2,74        | 6,73            | 4,37             |
| 15                                                               | تيزي وزو     | 709,602               | 0,001         | 8                       | 37,50           | 12,50               | 0,00        | 50,00           | 0,00             |
| 16                                                               | الجزائر      | 1,983,567             | 23,93         | 381,304                 | 53,95           | 18,36               | 11,5        | 8,18            | 8,01             |
| 17                                                               | الجلفة       | 598,171               | 46,40         | 253,002                 | 70,48           | 18,52               | 2,86        | 4,91            | 3,23             |
| 18                                                               | جيجل         | 445,228               | 42,39         | 160,920                 | 50,83           | 17,96               | 20,15       | 5,06            | 6,00             |
| 19                                                               | سطيف         | 1,021,317             | 43,01         | 382,906                 | 49,56           | 18,94               | 16,20       | 7,00            | 8,30             |
| 20                                                               | سعيدة        | 244,172               | 54,79         | 119,741                 | 81,05           | 8,76                | 2,29        | 4,69            | 3,21             |
| 21                                                               | سكيكدة       | 622,301               | 47,83         | 252,800                 | 54,40           | 16,75               | 12,84       | 6,79            | 9,22             |
| 22                                                               | سيدي بلعباس  | 467,796               | 53,38         | 221,626                 | 81,15           | 7,58                | 2,56        | 4,77            | 3,94             |
| 23                                                               | عنابة        | 442,493               | 42,28         | 158,569                 | 57,42           | 15,31               | 10,80       | 8,34            | 8,13             |
| 24                                                               | قالمة        | 383,300               | 49,01         | 166,071                 | 51,81           | 14,95               | 15,45       | 7,78            | 10,01            |
| 25                                                               | قسنطينة      | 608,071               | 39,50         | 204,696                 | 52,90           | 19,27               | 12,83       | 6,21            | 8,79             |
| 26                                                               | المدية       | 571,623               | 47,96         | 239,680                 | 68,02           | 17,59               | 4,70        | 5,14            | 4,55             |
| 27                                                               | مستغانم      | 488,175               | 47,76         | 204,155                 | 69,09           | 10,65               | 4,22        | 10,08           | 5,96             |
| 28                                                               | المسيلة      | 689,455               | 47,55         | 293,542                 | 57,42           | 23,52               | 6,80        | 7,28            | 4,98             |
| 29                                                               | معسكر        | 574,295               | 51,48         | 263,119                 | 75,32           | 8,86                | 3,31        | 7,03            | 5,48             |
| 30                                                               | ورقلة        | 369,741               | 50,14         | 164,794                 | 32,25           | 57,81               | 3,34        | 3,40            | 3,20             |
| 31                                                               | وهران        | 1,053,564             | 41,65         | 385,078                 | 76,72           | 9,31                | 3,54        | 5,69            | 4,74             |
| 32                                                               | البيض        | 191,881               | 60,82         | 107,900                 | 83,51           | 9,29                | 2,29        | 2,85            | 2,06             |
| 33                                                               | إليزي        | 78,623                | 54,92         | 33,610                  | 59,29           | 19,73               | 6,45        | 8,52            | 6,01             |
| 34                                                               | برج بوعريريج | 458,282               | 40,86         | 159,617                 | 42,58           | 23,43               | 18,76       | 8,01            | 7,22             |
| 35                                                               | بومرداس      | 526,159               | 24,73         | 105,529                 | 59,54           | 17,78               | 8,05        | 6,99            | 7,64             |
| 36                                                               | الطارف       | 329,263               | 52,69         | 150,891                 | 57,86           | 12,63               | 9,79        | 10,33           | 9,39             |
| 37                                                               | تندوف        | 96,183                | 63,91         | 48,425                  | 66,83           | 15,21               | 5,72        | 6,32            | 5,92             |
| 38                                                               | تيسمسيلت     | 182,405               | 49,40         | 77,307                  | 68,95           | 13,20               | 3,45        | 9,08            | 5,32             |
| 39                                                               | الوادي       | 358,234               | 45,45         | 149,133                 | 46,34           | 39,23               | 2,34        | 7,53            | 4,56             |
| 40                                                               | خنشلة        | 265,291               | 46,09         | 114,565                 | 11,54           | 4,08                | 75,68       | 4,74            | 3,96             |
| 41                                                               | سوق أهراس    | 331,473               | 44,97         | 132,450                 | 52,92           | 11,80               | 14,81       | 8,69            | 11,78            |
| 42                                                               | تيبازة       | 447,590               | 45,35         | 162,591                 | 55,54           | 16,76               | 7,24        | 11,35           | 9,11             |
| 43                                                               | ميلة         | 507,266               | 42,91         | 194,080                 | 46,26           | 17,43               | 21,79       | 7,30            | 7,22             |
| 44                                                               | عين الدفلى   | 493,468               | 48,61         | 207,325                 | 66,18           | 15,66               | 4,59        | 6,26            | 7,31             |
| 45                                                               | النعامة      | 167,233               | 55,52         | 82,854                  | 86,50           | 5,93                | 2,76        | 2,36            | 2,45             |
| 46                                                               | عين تموشنت   | 312,999               | 54,15         | 145,610                 | 69,43           | 11,64               | 3,29        | 9,69            | 5,95             |
| 47                                                               | غرداية       | 240,976               | 45,18         | 95,624                  | 46,41           | 42,96               | 1,74        | 5,22            | 3,67             |
| 48                                                               | غليزان       | 440,120               | 49,56         | 193,984                 | 70,98           | 11,98               | 3,41        | 6,43            | 7,20             |
| /                                                                | المهجر       | 904,308               | 8,83          | 68,360                  | 31,44           | 11,47               | 17,6        | 22,80           | 16,69            |
| المجموع                                                          | المجموع      | 24,464,161            | 39,88         | 8,510,415               | 58,13           | 17,37               | 10,55       | 7,28            | 6,67             |
| المصدر: الجريدة الرسمية للجمهورية الجزائرية/العدد 78/ص 17؛18؛19. |              |                       |               |                         |                 |                     |             |                 |                  |